# Dola de Jong
Dorothea Rosalie (Dola) de Jong (Arnhem, 10 oktober 1911 - Laguna Woods, 13 november 2003) was een Nederlands-Amerikaanse schrijfster, journaliste en balletdanseres.

## Levensloop

### Voor 1940
De Jong werd op 10 oktober 1911 geboren uit Joodse ouders. Het gezin behoorde tot de gegoede burgerstand. Zij verloor haar moeder toen ze vijf jaar oud was. Ze ging na de lagere school naar de meisjes-HBS. Al jong vertoonde ze aanleg voor het schrijven. Toen ze opgroeide besloot ze danseres te worden. Dit was volkomen in strijd met de opvattingen van haar vader en als compromis ging ze de journalistiek in, als leerling-journaliste bij de Nieuwe Arnhemsche Courant. Omstreeks 1930 verhuisde zij naar Amsterdam. Daar ging ze dansen, aanvankelijk bij Lilly Green. Toen Yvonne Georgi naar Amsterdam kwam, nam ze daar les en gedurende de jaren dertig was ze verbonden aan Georgi's ballet. Ze volgde ook les bij Igor Schwezoff en volgde een zomercursus bij het ballet van Kurt Jooss in Dartington Hall in Engeland. Met het Yvonne Georgi Ballet toerde ze door Nederland en ze was soliste bij een Italiaans operagezelschap dat voor het zomerseizoen naar Nederland kwam. Tegelijkertijd schreef ze voor meisjesbladen en voor De Telegraaf. Bovendien publiceerde ze enkele boeken voor kinderen en tieners: Tussen huis en horizon en Gastvrouw in het groot. Andere boeken waren Van Klaas Vaak en zijn brave zandkaboutertjes, Burgemeester Jan, Knikkernik, Knakkernak en Knokkernok en samen met Mies Moussault-Veegens Pieter loopt een blauwtje. Haar eerste literaire roman was Dans om het hart uit 1939.

### Vertrek uit Nederland
Toen ze op een dag in het voorjaar van 1940 met een Duits nichtje en vluchtelinge collecteerde voor het Comité voor Joodsche Vluchtelingen, kreeg ze zoveel verwensingen naar haar hoofd, dat ze nog dezelfde avond besloot uit Nederland weg te gaan. Zij zag het naderende gevaar van een Duitse invasie en vertrok daarom in april 1940, slechts enkele weken voor de Duitse aanval op Nederland in 1940.
Zij belandde in Tanger, Frans-Marokko, samen met haar verloofde, Jan Hoowij. Het plan was om naar Zuid-Amerika te gaan. De Jong opende een dansschool in Hotel Valentina en gaf les. Een van de leerlingen was een klein meisje met een gedraaid voetje. Het lukte De Jong om dat in orde te brengen en als dank verzorgde de vader, een man van invloed, een visum voor De Jong en Hoowij voor de Verenigde Staten. In juni 1941 vertrokken zij via Lissabon naar New York. De Jong was toen al op weg naam te maken als schrijfster. Al in 1941, in Tanger, schreef ze aan samensteller Dirk de Jonge, dat er vermoedelijk een kinderboek zou verschijnen in New York. Blijkbaar had ze toen al contacten met Amerikaanse uitgevers. Inmiddels stond ze in Nederland al op de zwarte lijst als Joods auteur.
In New York had ze relatief snel de rechten van Knikkernik, Knakkernak en Knokkernok verkocht en spoedig daarna kreeg ze van Maxwell Perkins, redacteur bij Scribner's, een voorschot van duizend dollar voor het schrijven van een boek. Dat werd En de akker is de wereld (Engelse titel And the Field is the World, 1945), dat in 1947 de Prijs van Amsterdam kreeg, voorloper van de Multatuliprijs. Het boek, over vluchtelingenkinderen in Marokko, was een van de eerste romans over de Tweede Wereldoorlog. In de Verenigde Staten boekte ze succes met The Level Land en Return to the Level Land, boeken over Nederland vlak voor en vlak na de Tweede Wereldoorlog. Om geld te verdienen danste De Jong intussen in de VS bij het circus van Bernard van Leer. Ze was inmiddels gescheiden van Jan Hoowij en trouwde later met Robert Joseph.

### Naoorlogse tijd
De Jong schreef voor Nederlandse bladen, deed werk voor de radio en trad op als literair agent voor Amerikaanse uitgeverijen. In latere jaren schreef ze The House on Charlton Street (1962), waarvoor ze genomineerd werd voor de Edgar Allan Poe Award en The Whirligig of  Time (1964), waarvoor ze de prijs daadwerkelijk kreeg. In 1954 verscheen De thuiswacht, dat nogal wat opschudding teweegbracht, omdat het over een innige vriendschap tussen twee vrouwen ging.
Na een zevenjarig verblijf in Nederland in de jaren zeventig keerde ze terug naar New York. Ze kon in Nederland niet meer aarden, maar was ook in de Verenigde Staten niet echt geworteld. Ze weet dit aan de Jodenvervolging, waarin ze onder andere haar vader, stiefmoeder en broer had verloren. Terug in New York ging ze in 1978 studeren en behaalde haar B.A. in literatuur. Ze gaf daarna enkele jaren les. Uiteindelijk verliet ze New York om zich te vestigen in Laguna Woods in Californië in de buurt van het gezin van haar zoon. Ze overleed daar op 12 november 2003.